# Selim Takla
Selim Takla – libański polityk, katolik-melchita. Był deputowanym libańskiego parlamentu w latach 1937-1945 oraz ministrem spraw zagranicznych w pierwszych trzech rządach niepodległego Libanu w latach 1943-1945.